# Peykam Darreh
Peykam Darreh é uma cidade do Afeganistão, localizada na província de Balkh.